# Tolerancja (podstawy konstrukcji maszyn)
Tolerancja – wymagany stopień podobieństwa lub dopuszczalne różnice rzeczywistego (wytworzonego) obiektu w stosunku do jego idealnej formy konstrukcyjnej.
Z jednej strony integralność urządzenia i jakość jego pracy wymaga zapewnienia odpowiednio wąskiej tolerancji (także i jakości powierzchni) niektórych (krytycznych) elementów. Z drugiej jednak strony, zbyt rygorystyczne wymagania, tam gdzie nie jest to istotne może znacznie podwyższyć koszty wytwarzania. Dla konstruktora określenia krytycznych elementów urządzenia i wymaganej dla nich tolerancji jest więc umiejętnością ważną. Aktualnie w zakresie tolerancji geometrycznych obowiązuje norma PN-EN ISO 1101:2017.

## Podział
Wyróżnia się:
- tolerancję wymiaru
- tolerancje kształtu
  - prostoliniowość
  - płaskość
  - okrągłość
  - walcowość
  - profil linii
  - profil powierzchni
- tolerancje kierunku
  - równoległość
  - prostopadłość
  - nachylenie
  - profil linii
  - profil powierzchni
- tolerancje położenia
  - pozycja
  - współosiowość
  - współśrodkowość
  - symetria
  - profil linii
  - profil powierzchni
- tolerancje bicia
  - bicie obwodowe
  - bicie całkowite

Pokrewnymi do tolerancji geometrycznych są chropowatość powierzchni i falistość powierzchni, które określa jakość wykończenia powierzchni.